# Frégouville
Frégouville település Franciaországban, Gers megyében. Lakosainak száma 359 fő (2022. január 1.). Frégouville Monferran-Savès, Castillon-Savès, Giscaro, Lahas, Marestaing, Maurens és Noilhan községekkel határos.

## Népesség
A település népességének változása:
| Lakosok száma | 197  | 178  | 191  | 286  | 333  | 339  | 346  | 344  | 339  | 359  |
|               | 1968 | 1982 | 1990 | 2006 | 2013 | 2015 | 2017 | 2019 | 2020 | 2022 |